# Biblia Viviana

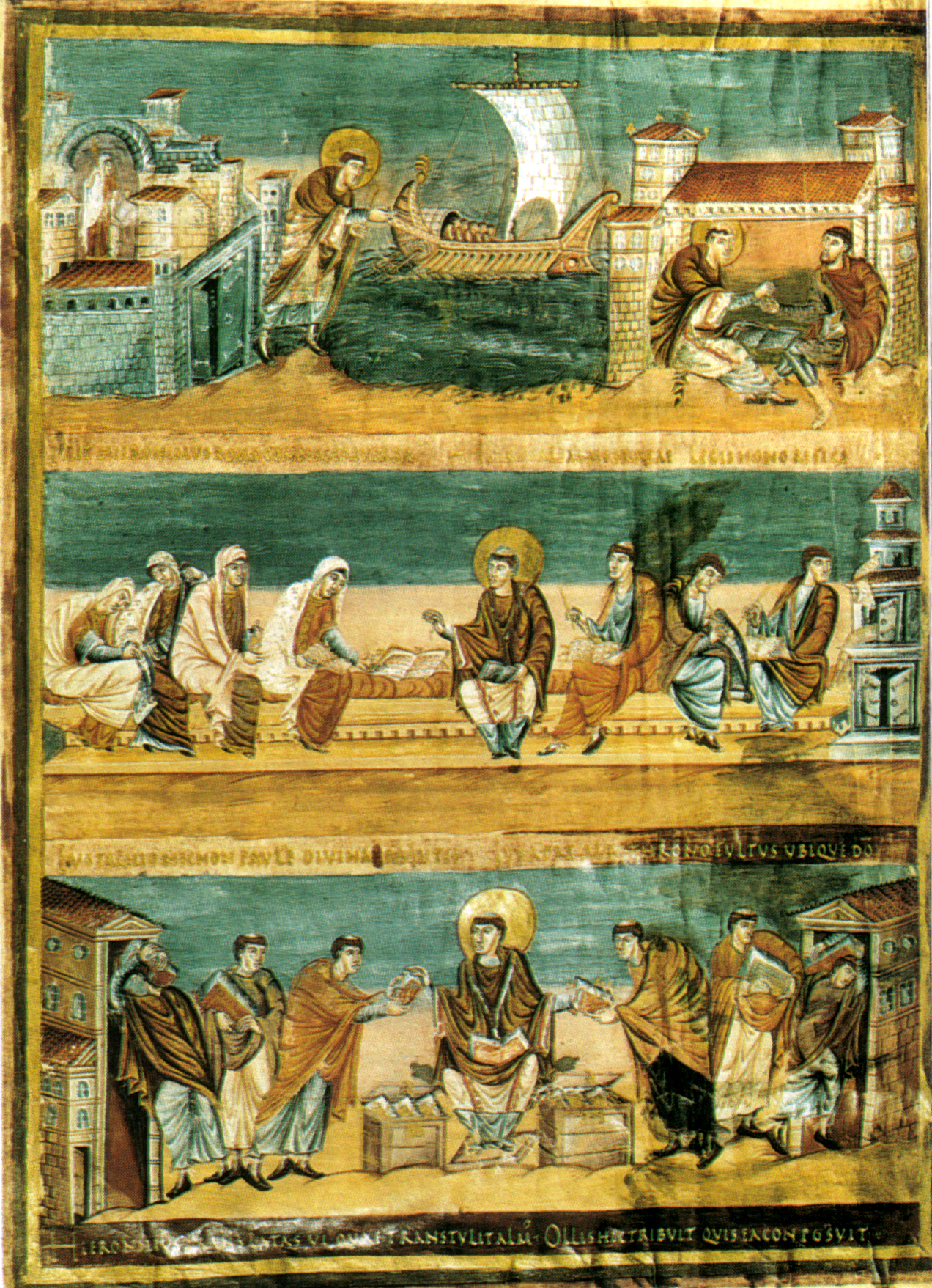
Biblia Viviana, folio 423v.

Biblia Viviana zwana też Pierwszą Biblią Karola Łysego (fr. Première bible de Charles le Chauve) – najpiękniejszy z kodeksów ze skryptorium w Tours. Manuskrypt ten ma wymiary 49,5 na 34,5 cm, zawiera 423 welinowe strony. Powstał on około 845–846 roku. Biblia Viviana jest bogato iluminowana w kolorach purpury, złota i srebra przez mnichów z klasztoru Saint-Martin w Tours. Została ona ofiarowana w 846 roku Karolowi Łysemu przez hrabiego Viviana (Bibiana), świeckiego opata Saint-Martin w Tours, w podzięce za potwierdzenie przywilejów w 845 roku.
Kodeks jest bogato ilustrowany. Jedna z ośmiu całostronicowych miniatur ukazuje sceny z życia św. Hieronima, które ułożone są w trzech poziomych pasach. Pas górny przedstawia trzy sceny: święty Hieronim opuszcza Rzym, wsiada na statek do Ziemi Świętej i dociera do Jerozolimy, gdzie zatrudnia Izraelitę przechrzczonego na chrześcijaństwo, by ten nauczył go hebrajskiego. Na pasie centralnym św. Hieronim naucza szlachetnie urodzone damy, kopiści zaś zapisują jego słowa. Na pasie dolnym pośrodku święty rozdaje mnichom egzemplarze Wulgaty, swojego tłumaczenia Biblii na łacinę. Po czym – z lewej i z prawej – mnisi owi wracają do siebie, niosąc tomy Biblii. Pod każdym z pasów zawarty jest tekst wyjaśniający. Pozioma kompozycja pasowa, sugerująca głębię i przestrzeń, nawiązuje do malarstwa starożytnego. 
Z uwagi na klasyczną perfekcję i precyzję wykonania Biblia Viviana uważana jest przez  specjalistów za jedno z najbardziej godnych uwagi, zachowanych do naszych czasów, dzieł średniowiecznej sztuki religijnej. Dzieło to jest również cennym źródłem wiedzy o ówczesnych ubiorach i przedmiotach codziennego użytku. Obecnie Biblia Viviana znajduje się w Bibliothèque nationale de France (BnF).